# Tetragnatha baculiferens
Tetragnatha baculiferens este o specie de păianjeni din genul Tetragnatha, familia Tetragnathidae, descrisă de Richard Hingston în anul 1927.
Este endemică în Myanmar. Conform Catalogue of Life specia Tetragnatha baculiferens nu are subspecii cunoscute.